# Bruno Banducci
Bruno Banducci (* 11. November 1921 in Tassignano, Italien; † 15. September 1985 in Sonoma, Kalifornien) war ein aus Italien stammender US-amerikanischer American-Football-Spieler. Er spielte als Guard unter anderem in der National Football League (NFL) bei den San Francisco 49ers und den Philadelphia Eagles.

## Spielerlaufbahn
Bruno Banducci studierte an der Stanford University und lief für deren Footballmannschaft als Guard auf. Im Jahr 1941 konnte er mit den Stanford Indians im Rose Bowl die Mannschaft der University of Nebraska mit 21:13 besiegen. Im Jahr 1943 spielte er im East-West Shrine Game und wurde im selben Jahr durch die Philadelphia Eagles in der sechsten Runde an 42. Stelle gedraftet. Banducci spielte in Philadelphia unter Trainer Greasy Neale in den Jahren 1944 und 1945, wo er unter anderem die Aufgabe hatte, dem Runningback Steve Van Buren den Weg in die gegnerische Endzone frei zu blocken. 
Nach seiner Spielzeit in Philadelphia wechselte Banducci zu den von Buck Shaw trainierten San Francisco 49ers, die in der neugegründeten All-America Football Conference (AAFC) beheimatet waren. Im Jahr 1948 gewann Banducci mit seinem Team 12 von 14 Spielen, was für das Team den zweiten Platz in ihrer Division hinter dem späteren AAFC-Meister Cleveland Browns bedeutete. Im folgenden Jahr verloren die 49ers im AAFC-Meisterschaftsendspiel gegen die Browns mit 7:21. Nach dieser Saison musste die AAFC aufgrund finanzieller Probleme den Spielbetrieb einstellen und die 49ers wurden in die NFL aufgenommen. Nach der Saison 1954 spielte Banducci noch für ein Jahr bei den Toronto Argonauts in der Canadian Football League (CFL) und beendete danach seine Karriere.
Banducci war einer der wenigen Spieler, der nach seiner Laufbahn zugab, gedopt zu haben.

## Ehrungen
Bruno Banducci spielte einmal im Pro Bowl, dem Abschlussspiel der besten Spieler einer Saison. Siebenmal wurde er zum All Pro gewählt. Banducci ist Mitglied im NFL 1940s All-Decade Team und in der Sydney and Theodore Rosenberg Stanford Athletic Hall of Fame. 

## Nach der NFL
Bruno Banducci arbeitete nach seiner Karriere als Mathematiklehrer. Seine Grabstätte ist unbekannt.